# Dinastia Liu Song
La Dinastia Liu Song (xinès tradicional: 劉宋朝, xinès simplificat: 刘宋朝, pinyin: Liú Sòng Cháo; Wade-Giles: Liu Sung Ch'ao), també coneguda com la Dinastia Song (宋朝), Song Antic (前宋), o Song del Sud (南朝宋) (420-479 EC), va ser la primera de les quatre Dinasties del Sud en la Xina, succeint a la Dinastia Jin Oriental i continuada per la Dinastia Qi del Sud.
La dinastia va ser fundada per Liu Yu 劉裕 (363–422), el cognom del qual juntament amb "Song" formen el nom més comunament usat per la dinastia, el de Liu Song 劉宋. Aquesta denominació es fa servir per distingir d'una dinastia posterior del mateix nom, la Dinastia Song 宋 (960–1279), la qual és molt més famosa i significant. The Liu Song és també referida a vegades com la "Dinastia Song del Sud" (南宋), ja que és una de les dinasties del període de les Dinasties del Sud, és a dir, una d'aquestes amb la seva capital a Jiankang (l'actual Nanjing). No obstant, la posterior Dinastia Song, després del 1127, quan es va traslladar la seva capital al sud, a Lin'an (l'actual Hangzhou, Zhejiang), és més comunament coneguda com la "Dinastia Song del Sud" (南宋). Per tant, per la dinastia més duració més curta que és de la qual tracta aquest article, el terme "Liu Song" ha esdevingut el preferit en la majoria dels contextos.
L'època de la dinastia Liu Song va ser un període de molta agitació interna. Una sèrie d'emperadors foren incompetents i/o tirànics, el qual almenys en part conduí moltes revoltes militars. Aquest governants incloïen Liu Shao, l'Emperador Xiaowu, l'Emperador Qianfei, l'Emperador Ming, i l'Emperador Houfei. L'Emperador Ming va ser especialment cruel, assassinant a un gran nombre dels seus germans, nebots i altres familiars mascles — molts d'ells nens. Tal inestabilitat interna amb el temps va portar a la destrucció de la dinastia. Això no obstant, el seu fundador l'Emperador Wu, va ser considerat com un dels més grans generals durant el període de les Dinasties Septentrional i Meridional, i el regnat del seu tercer emperador, l'Emperador Wen, és conegut per la seva estabilitat política i administració capaç; no només del seu emperador, sinó també els seus funcionaris forts i honestos. Açò es coneix com el Regnat de Yuanjia (425–453) i una de les relatives edats d'or per al Dinasties del Sud.

## Història

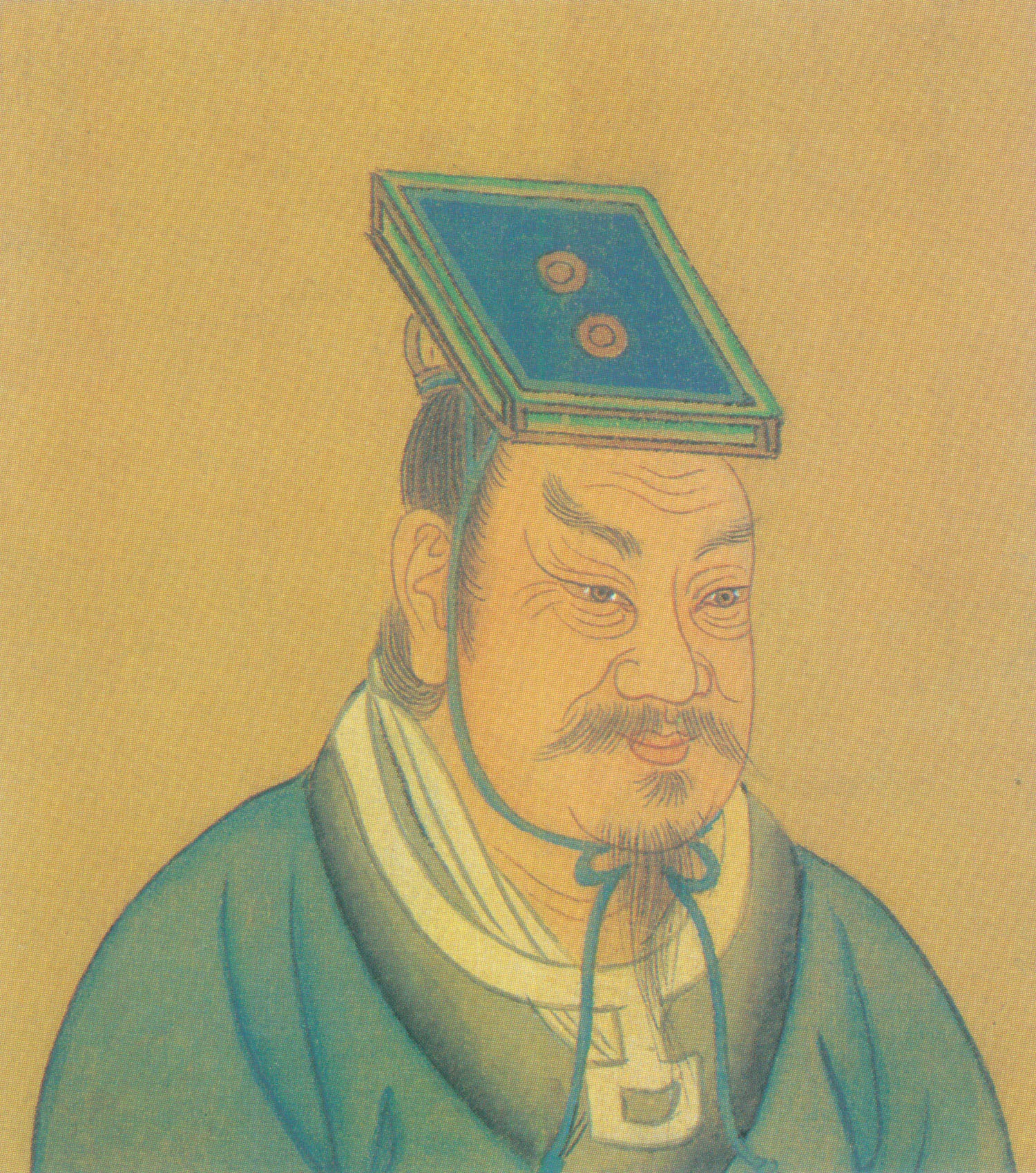
Liu Yu, Emperador Wu de Liu Song.

### Aixecament de Liu Yu
Originalment un campestre d'orígens modestos, Liu Yu es va incorporar a l'exèrcit a una edat jove i prompte es va distingir en l'exèrcit i va ser promogut ràpidament al comandament d'un exèrcit, el cos de Beifu. Liu Yu va ser fonamental en la lluita contra el rebel Huan Xuan. Després de la caiguda de Huan Xuan, Liu Yu va guanyar el control de la dinastia Jin.